# 1000 szó...
Az 1000 szó... egy, a Tankönyvkiadó Vállalat (1994-től a Nemzeti Tankönyvkiadó) gondozásában, 1957-től megjelent könyvsorozat. A Barczán Endre gimnáziumi tanár által alapított sorozat keretein belül a Tanuljunk nyelveket! társalgási zsebkönyvköteteihez hasonló nyelvkönyvek láttak napvilágot, köztük hiánypótló jelleggel egy mongol nyelvű is.
A kötetek elsősorban utazás elősegítése céljából készültek, az egyes fejezetek a leggyakoribb szituációkat dolgozzák fel. A könyvben szereplő mondatok mellett fel van tüntetve a kiejtés is fonetikusan.
| Cím                | Szerző(k)                                           | Megjelenés éve | Oldalszám |
| ------------------ | --------------------------------------------------- | -------------- | --------- |
| 1000 szó franciául | Barczán Endre, Padányi Lajosné                      | 1957           | 278–293   |
| 1000 szó németül   | Verbényi László, Szirmai Gina                       | 1957           | 295–304   |
| 1000 szó mongolul  | Delgerdalajn Dzsambadzsancan, Dulamín Szajndzsargal | 1984           | 390       |